# Cono stradale

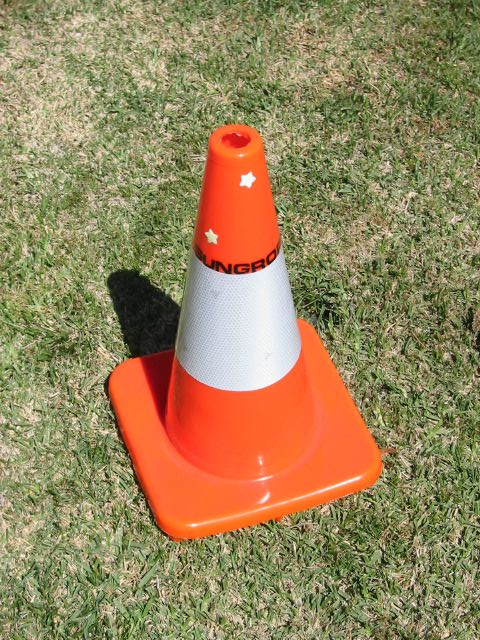
Un cono stradale arancione

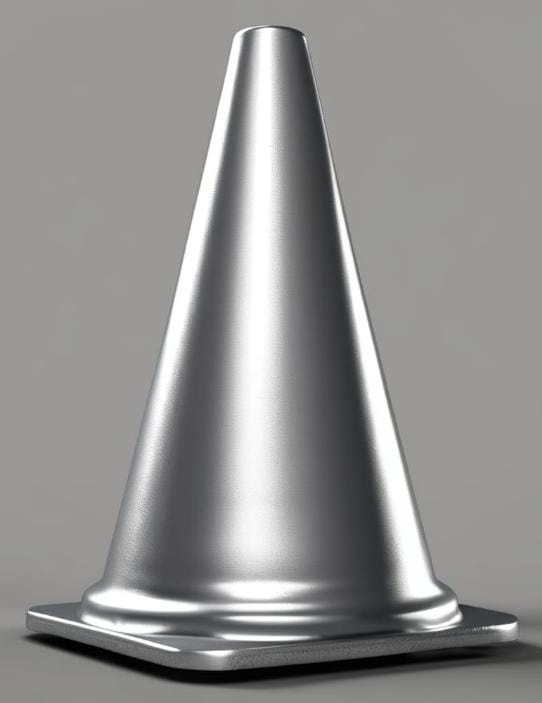
Un cono d'argento

I coni stradali, detti anche coni segnaletici o cinesini, sono dei delimitatori di spazio di forma conica, di diversi colori secondo la destinazione d'uso; fanno parte della segnaletica complementare.
Servono per la segnalazione di ostacoli, in particolare per deviare la circolazione in percorsi temporanei e alternativi alla normale circolazione se su strada. Possono essere usati in circuiti automobilistici per delimitare percorsi alternativi alla conformazione del circuito stesso o per creare degli slalom; sono usati anche nei test automobilistici, o anche nei percorsi a slalom per i pattini a rotelle e nel calcio e in altri sport qualora ve ne sia la necessità.
Vengono prodotti per rotostampaggio.

## Curiosità
Probabilmente il nome comune di cinesini deriva dalla somiglianza al cappello a cono di paglia, per parecchi decenni ampiamente usato nell'iconografia occidentale per rappresentare le persone cinesi.